# Anne Riitta Ciccone
Anne Riitta Ciccone, né le 19 juillet 1967 à Helsinki, est un réalisatrice et scénariste finlandaise naturalisée italienne.

## Biographie
Née d'un père sicilien et d'une mère finlandaise, Anne Riitta Ciccone a d'abord vécu en Finlande avant de déménager avec sa famille dans la Sicile natale de son père lorsqu'elle était enfant. Après le lycée, elle part étudier à Rome, où elle obtient une licence de philosophie à l'université de Rome et une licence de dramaturgie à l'école d'écriture de la Radiotelevisione Italiana (RAI). Avant d'entamer sa propre carrière cinématographique, elle a été assistante et assistante-réalisatrice de 1984 à 1996 de Nanni Loy, Donato Castellaneta, Maurizio Panici, Angelo Longoni, Ennio Coltorti.
Elle est membre du jury du Premio Solinas.
En 2010, le cinéclub Filmstudio (it) de Rome lui a consacré une rétrospective.

## Filmographie

### Réalisatrice et scénariste
- 1999 : Banana Splatter — court-métrage
- 2000 : Les Chamanes (Le sciamane)
- 2002 : L'amore di Marja (it)
- 2008 : Ton prochain (Il prossimo tuo)
- 2008 : All Human Rights for All (it), segment La luce
- 2010 : Victims — court-métrage
- 2017 : I'm Endless Like the Space (it)

### Scénariste
- 2001 : Gasoline de Monica Stambrini
- 2007 : Voce del verbo amore (it) d'Andrea Manni (it)